# Mario Emilio Delfino
Mario Emilio Delfino, conocido por el apodo de Cacho, fue un guerrillero que nació en Rosario, provincia de Santa Fe, Argentina, el 17 de octubre de 1942 y murió en la Base Naval Almirante Zar ubicada en las cercanías de Trelew, provincia de Chubut, Argentina asesinado durante la llamada Masacre de Trelew.
Su padre, Ángel Delfino, era un inmigrante del Piamonte, Italia, que había sido soldado en el ejército italiano durante la Primera Guerra Mundial y simpatizó más tarde con el fascismo. Una vez radicado en Argentina fue empleado de comercio se casó con Carlina Adelina Jedliczka, una maestra de Cañada de Gómez con la que tuvo dos hijos: Mario y Liliana.

## Actividad en la guerrilla
Mario Delfino empezó a estudiar Ingeniería en la Universidad Nacional de Rosario, donde comenzó su militancia política en Palabra Obrera, un grupo trotskista que lideraba Nahuel Moreno.Dejó sus estudios y se empleó como obrero en el Frigorífico Swift de la ciudad de Rosario. En 1965 pasa a militar en el Partido Revolucionario de los Trabajadores cuando nace el mismo por la fusión de Palabra Obrera y el  
Frente Revolucionario Indoamericanista Popular liderado por los hermanos Santucho. Cuando en el IV Congreso del PRT se produjo en 1968 la escisión partidaria, se unió a la fracción PRT-El Combatiente, opuesta a Nahuel Moreno y partidaria de la lucha armada. Interviene en las primeras acciones armadas como responsable político y militar del Comando Che Guevara, perteneciente a la Regional Rosario del PRT liderada por entonces por Luis Pujals.
El 14 de abril de 1970 fue detenido después del intento de copar la Comisaría 20° de Rosario. Fue torturado y continuó su actividad política en la cárcel organizando cursos al mismo tiempo que participaba en planes de fuga. Cuando el PRT-El Combatiente decidió en el V Congreso entre el 28 y el 30 de julio de 1970 la formación del Ejército Revolucionario del Pueblo y sumar la organización al “proceso de guerra revolucionario que ha comenzado” desde el Cordobazo”, según su interpretación, la rebelión de las masas contra la dictadura, Delfino, que seguía preso, fue elegido miembro del Comité Central. Trasladado varias veces de prisión fue finalmente llevado al penal de máxima seguridad de Rawson.

## Fuga y masacre en Trelew
El 15 de agosto de 1972 Delfino se fugó del penal junto a otros integrantes de las FAR y Montoneros, en un resonante operativo durante el cual asesinaron al guardiacárcel Juan Gregorio Valenzuela. Por fallas en el operativo sólo un puñado de dirigentes guerrilleros llegó a tiempo al aeropuerto y Delfino, que integraba un segundo grupo de 19 evadidos, logró arribar por sus propios medios en tres taxis al aeropuerto, pero llegaron tarde, justo en el momento en que la aeronave despegaba rumbo al vecino país de Chile, gobernado entonces por el socialista Salvador Allende. 
Al ver frustradas sus posibilidades, luego de ofrecer una conferencia de prensa, este contingente depuso sus armas sin oponer resistencia ante los efectivos militares de la Armada que mantenían rodeada la zona, solicitando y recibiendo públicas garantías para sus vidas en presencia de periodistas y autoridades judiciales.
Una patrulla militar bajo las órdenes del capitán de corbeta Luis Emilio Sosa, segundo jefe de la Base Aeronaval Almirante Zar, condujo a los prisioneros recapturados dentro de una unidad de transporte colectivo hacia dicha dependencia militar. Ante la oposición de estos y el pedido de ser trasladados de regreso nuevamente a la cárcel de Rawson, el capitán Sosa adujo que el nuevo sitio de reclusión era transitorio, pues dentro del penal continuaba el motín y no estaban dadas las condiciones de seguridad.
Al arribar el contingente al nuevo destino de detención, el juez Alejandro Godoy, el director del diario Jornada, el subdirector del diario El Chubut, el director de LU17 Héctor "Pepe" Castro y el abogado Mario Abel Amaya, quienes acompañaban como garantes a los detenidos, no pudieron ingresar con ellos y fueron obligados a retirarse.
A las 03:30 horas del 22 de agosto, en la Base Naval Almirante Zar, los 19 detenidos fueron despertados y sacados de sus celdas. Según testimonios de los tres únicos reclusos sobrevivientes, mientras estaban formados y obligados a mirar hacia el piso fueron ametrallados por una patrulla a cargo del capitán de corbeta Luis Emilio Sosa y del teniente Roberto Guillermo Bravo, falleciendo en el acto o  rematados después con armas cortas la mayoría de ellos, incluido Delfino.